# Divina (Žilina)
Divina es un municipio del distrito de Žilina en la región de Žilina, Eslovaquia, con una población estimada a final del año 2024 de 2456 habitantes.
Se encuentra ubicado al oeste de la región, cerca del curso alto del río Váh (cuenca hidrográfica del Danubio) y de la frontera con la región de Trenčín.

## Demografía
| Año        | 1994 | 2004    | 2014    | 2024    |
| ---------- | ---- | ------- | ------- | ------- |
| Población  | 2419 | 2522    | 2413    | 2456    |
| Diferencia |      | +4,25 % | −4,32 % | +1,78 % |

| Año        | 2023 | 2024    |
| ---------- | ---- | ------- |
| Población  | 2460 | 2456    |
| Diferencia |      | −0,16 % |